# Уго Порта
Уго Порта (ісп. Hugo Porta; нар. 11 вересня 1951, Буенос-Айрес) — аргентинський регбіст, дипломат і державний діяч. Протягом усієї своєї кар'єри виступав за клуб «Банко Насьйон» та збірну Аргентини на позиції флай-хава. У 1997 році був включений до Міжнародної зали слави регбі, а у 2008 році — до Зали слави IRB. Вважається найкращим регбістом Аргентини всіх часів й одним із найкращих флай-хавів в історії світового регбі.
Після завершення регбійної кар'єри отримав призначення надзвичайного та повноважного посла Аргентини у Південній Африці, а з 1996 до 1999 рік був міністром спорту країни. З 2007 до 2008 рік обіймав посаду представника Аргентинського регбійного союзу при Міжнародній раді регбі. Нині бізнесмен, продовжує справу, розпочату його батьком.

## Ранні роки
Народився та виріс у Буенос-Айресі, був єдиною дитиною в родині Уго Оскара, власника невеликого підприємства з продажу будматеріалів, й Ортенсії Альварадо. У дитинстві, як і більшість аргентинських хлопчиків, займався футболом й у підліткові роки мав можливість підписати контракт з суперклубом «Бока Хуніорс», але віддав перевагу регбі, засмутивши батька, який був пристрасним любителем футболу. У віці 15 років почав виступати в молодіжній команді «Банко Насьйон», а вже через два роки дебютував і за основний склад.

## Регбійна кар'єра

### «Банко Насьйон»

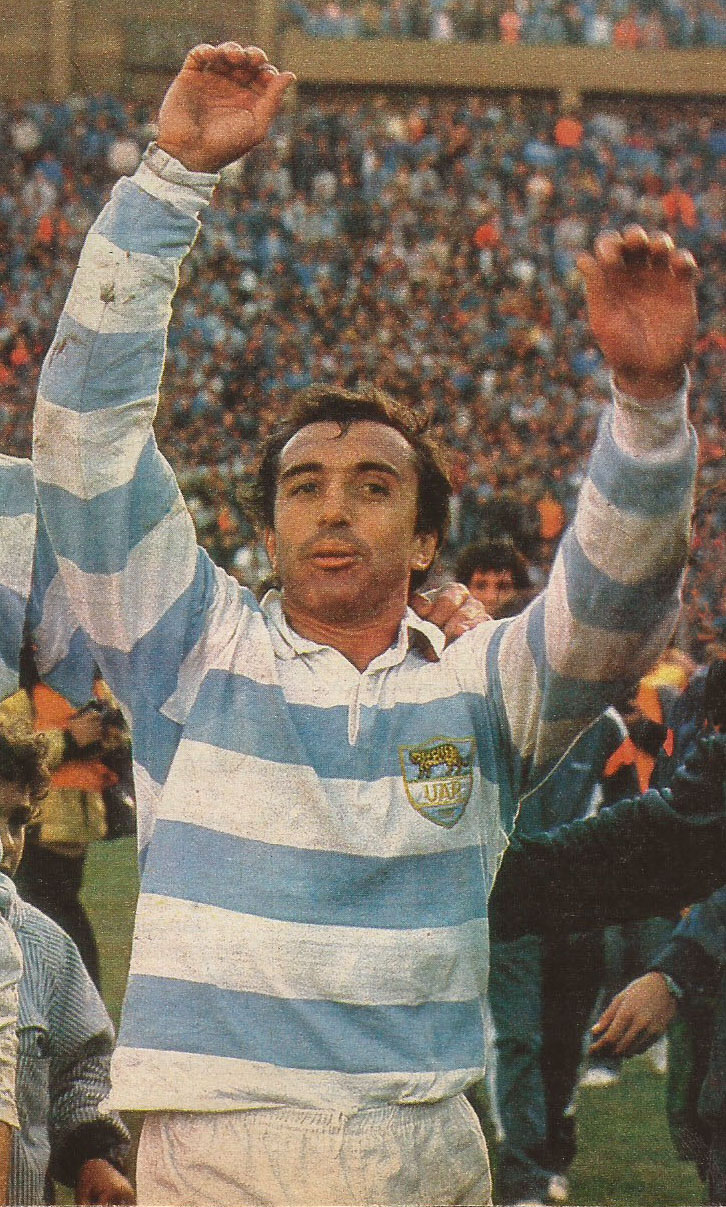
Уго Порта у матчі проти збірної Франції, 1985.

Протягом усієї кар'єри виступав лише за «Банко Насьйон». Невідомо, скільки матчів провів Порта за клуб, проте вже у 1982 році він став рекордсменом Торнео де ла УРБА за кількістю зароблених очок — 301. За 24 роки в команді він двічі ставав переможцем чемпіонату, обидва рази титул був спільним з «Сан-Ісідро». Був капітаном команди у найзнаменитішому матчі клубу — проти збірної Англії, яка у 1990 році здійснювала своє турне Аргентиною. Тоді господарі обіграли туристів з рахунком 29:21, а Порта заробив 21 очко.

### Збірна Аргентини
Порта дебютував за національну команду у 1971 році, вийшовши у стартовому складі на матч проти збірної Чилі. Протягом місяця він зіграв ще три матчі, і в другому проти бразильців відкрив рахунок своїм очкам за «Пум», а в третьому з парагвайцями ще й спробам. Всі чотири матчі були виграні і Порта став одним з переможців чемпіонату Південної Америки. У 1977 році Порта став капітаном збірної. У першому матчі у новому статусі він зіграв проти французів, зустріч закінчилася поразкою 3:26. Однак у грі у відповідь «Пуми» зуміли домогтися нічиєї 18:18, а всі очки команди були зароблені ним.
Один з найзнаменитіших матчів епохи Уго Порти — зустріч зі збірною Австралії у 1979 році. Це був перший в історії матч двох команд і регбіст зробив усе, щоб перемогу здобули «Пуми» — він забив три дроп-голи, штрафний і дві реалізації, й аргентинці виграли з рахунком 24:13. У наступні роки Порта був найважливішим гравцем збірної та виходив на поле практично у кожному матчі. За кілька років «Пуми» неодноразово домагалися перемог над найсильнішими командами світу — Фіджі (34:22 та 38:16 у 1980 році), ПАР (21:12 у 1982 році, усі очки на рахунку Порту) та Австралією (18:3 у 1983).
Справжня ж зоряна година регбіста настала у 1985 році, яка стала винятковою для всього аргентинського регбі. «Пуми» виграли свій черговий чемпіонат Південної Америки, а трохи раніше зустрілися з французами, які відвідали країну вперше з 1977 року. У двоматчевому протистоянні встановилася нічия — господарі спочатку виграли 24:16, а у матчі-відповіді зазнали поразки 6:13, Порта заробив 27 очок з 30. 2 листопада збірна Аргентини зустрілася з «Олл Блекс» і зіграла внічию 21:21, а Порта знову заробив усі очки. За результатами того сезону його визнали спортсменом року в Аргентині, а французьке регбійне видання вручило йому свій «Оскар» — звання кращого регбіста світу.
У 1987 році Міжнародна рада регбі провадила перший в історії чемпіонат світу, куди серед інших була запрошена й аргентинська збірна, а Порта став її капітаном. На турнірі «Пуми» не зуміли показати ту ж гру, що й у тестових матчах за два роки до цього. У групі з Новою Зеландією, Фіджі й Італією вони зайняли третій рядок і не потрапили до чвертьфіналу. Після світової першості Порта оголосив про завершення міжнародної кар'єри, проте на прохання керівництва Аргентинського регбійного союзу у 1990 році повернувся до команди та зіграв ще три матчі в турне «Пум» Британськими островами.

### Збірна Південної Америки
У 1980 році створено збірну Південної Америки, в яку для турне в ПАР були викликані гравці з Аргентини, Бразилії, Парагваю й Уругваю. Створення збірної було знаком протесту проти політики аргентинського уряду, який закликав розірвати всі, зокрема й спортивні, зв'язки з Південною Африкою через апартеїд, який там проводився. Команда тричі (у 1980, 1982 та 1984 роках) відвідувала Африку, де зіграла 8 матчів. Уго Порта взяв участь у кожному з них, завжди виводячи команду на поле як капітан.

### Досягнення
Індивідуальні
- Найкращий бомбардир Торнео де ла УРБА: не менше 301 очка
- Володар призу «Золота Олімпія» (Спортсмен року в Аргентині за версією журналістів): 1985
- Володар призу «Срібна Олімпія» (Регбіст року в Аргентині за версією журналістів): 1974, 1977, 1978, 1979, 1982, 1985
- Володар спеціального призу «Олімпія» до двохсотріччя Аргентинської Республіки (Кращий спортсмен Аргентини всіх часів у категорії регбі): 2010
- Регбіст року за версією Midi Olympique: 1985
- Найкращий флай-хав 1980-х років за версією Roathmans Yearbook Magazine
- Член Міжнародної зали слави регбі
- Член Залу слави World Rugby

Командні
- Переможець Торнео де ла УРБА (2): 1986, 1989
- Переможець чемпіонату Південної Америки (3): 1971, 1973, 1985

## Дипломат, міністр, функціонер
Після остаточного завершення кар'єри у 1990 році Порта почав займатися сімейним бізнесом з продажу будматеріалів у Буенос-Айресі. Одного дня з ним зв'язався президент Аргентини Карлос Менем і призначив зустріч. Там Порта дізнався, що президент має намір відновити дипломатичні відносини з Південною Африкою, в якій на той момент закінчувалася епоха апартеїду, і що він хоче призначити Уго надзвичайним і повноважним послом країни. Порта взяв час на роздуми, а потім погодився і разом з сім'єю вирушив до Преторії, де розташовувалося посольство. Він залишив Південну Африку у 1995 році, відразу після завершення там чемпіонату світу з регбі. За словами спортсмена, що найбільше запам'ятовується події за роки на посаді посла — зустріч з папою римським Іваном Павлом II.
У 1996 Порту отримав призначення міністром спорту Аргентини й обіймав цю посаду три роки. У 1999 році знову отримав запрошення до збірної Аргентини. Команда проводила матч проти збірної світу, присвячений сторіччю від заснування Аргентинського регбійного союзу. У тій зустрічі Уго забив один штрафний, а «Пуми» виграли з рахунком 50:31. У 2000-х роках обіймав різні посади в регбійному союзі країни, з 2007 до 2008 рік— голова Комітету міжнародних зв'язків. Покинув свою посаду через розбіжності з рештою керівництва щодо поглядів на розвиток регбі в Аргентині — Порта бачив майбутнє цього виду спорту виключно як аматорського, а у федерації почали робити кроки до професіоналізації.

## Особисте життя
Порта одружений, у них з дружиною Аналією Сантареллі двоє дітей — син Маріано та дочка Лусіана. Вже гравцем національної збірної, Порта закінчив Університет Буенос-Айреса за спеціальністю архітектор. Наразі разом з дружиною керує відділенням фонду Laureus в Аргентині. Мета організації — соціальна адаптація дітей з незахищенних верств суспільства через спорт.